# Berliner Geschichte
Das Magazin Berliner Geschichte - Zeitschrift für Geschichte und Kultur (kurz BeGe) wurde erstmals 2015 anlässlich des 150-jährigen Bestehens des Vereins für die Geschichte Berlins herausgegeben. Die Publikation wird seither in Kooperation mit dem Elsengold Verlag konzipiert, erstellt und vertrieben. Alle Mitglieder des Vereins erhalten die 4 Ausgaben pro Jahr im Rahmen ihrer Mitgliedschaft, zusätzlich kann das Magazin über den Buch- und Zeitschriftenhandel bezogen werden. Jede Ausgabe behandelt einen Themenbereich, einen Zeitabschnitt oder eine Persönlichkeit in mehreren Aufsätzen.
Für das bildreiche Magazin konnten bislang zahlreiche renommierte Historiker wie Wolfgang Ribbe, Helmut Börsch-Supan, Laurenz Demps, Matthias Wemhoff, Rüdiger vom Bruch sowie weitere bekannte Persönlichkeiten wie Manfred Stolpe und Klaus Finkelnburg als Autoren gewonnen werden. 
Ursprünglich sollte die Berliner Geschichte die traditionsreichen Mitteilungen des Vereins für die Geschichte Berlins sukzessive ablösen, es werden aber weiterhin beide Publikationen parallel produziert.